# Doinița Gherman
Doiniţa Gherman, född 6 december 1989 i Chișinău, är en moldavisk sångerska. 
2006 debuterade Gherman i den moldaviska uttagningen till Eurovision Song Contest 2006 med låten "Batuta doinitei" men hon lyckades inte ta sig till finalen. 2009 deltog Gherman i Moldaviens uttagning till Eurovision Song Contest med låten "Hei! Exploadează!". I finalen fick hon inga poäng av folket men 6 av juryn vilket gav en total åttonde plats av 20 deltagare. 2010 deltog hon i landets uttagning till Eurovision Song Contest 2010 med låten "Meloterapia". Hon lyckades ta sig till finalen via en semifinal och fick i finalen 0 poäng av juryn och 5 av tittarna vilket gjorde att hon slutade på plats 10 av 14.
2011 deltog hon för tredje året i rad i den nationella uttagningen då hon i Moldaviens uttagning till Eurovision Song Contest 2011 ställde upp med låten "Viaţa". Hon fick vare sig tillräckligt många telefon- eller juryröster för att få några poäng i finalen och slutade på delad sista plats med 12 andra bidrag. 2012 deltog hon i O melodie pentru Europa 2012 med låten "Welcome to Moldova" med vilken hon slutade på 13:e plats. 
2013 deltar hon för femte året i rad i Moldaviens uttagning till Eurovision Song Contest 2013 med låten "Planeta e un rai". Hon deltog i den första semifinalen och fick där flest teleröster och 6 poäng av juryn vilket gjorde att hon kvalificerade sig för finalen den 16 mars 2013.